# Велокур'єри
Велокур'єр — це люди, які працюють на кур'єрських компаніях, що здійснюють та доставляють речі на велосипеді. Велокуєери найчастіше зустрічаються в центральних ділових районах столиці. Подорожі на велосипеді менш піддаються непередбачуваним затримкам у міських пробках і не стримуються обмеженнями на паркування, зборами або штрафами при розвитку високої щільності, що може перешкоджати або запобігати доставці автомобільним транспортом, таким чином, забезпечує точний час доставки. 

## Завдання велокур'єра
Головне його завдання — доставити товар або документи клієнту у визначене місце та домовлений час. Це залежить від диспетчера, котрий повинен оптимізувати маршрут, втиснути якомога більше замовлень для економії сил та часу кур'єра. Це значно швидше, дешевше, зручніше, економніше. Велосипед є альтернативним транспортним засобом, до того ж сприяє охороні навколишнього середовища та підтримці екології міст. При підвищення цін на паливо, розвиток велосипедних кур'єрських служб несе в собі також і економічний потенціал. Доставка на велосипедах часто дешевша, швидша і мобільніша ніж класичні види доставок всередині міст.

## Послуги
Велокур'єри возять величезну кількість предметів, від речей, які не могли бути відправлені через інтернет (подарунки, одяг, документи та інше). Також переміщують інформацію на оптичних носіях або жорстких дисках, оскільки, незважаючи на високошвидкісні з'єднання, компаніям легше надсилати диск, ніж вирішувати, як передавати більші обсяги даних, ніж може працювати електронна пошта.   Юридичні документи, різні фінансові інструменти та конфіденційна інформація регулярно надсилаються кур'єром.

## Умови праці
Умови праці залежать від країни, міста та навіть компанії. Контракти, що регулюють відносини між індивідуальним кур'єром та компанією, підпорядковані як звичайній практиці, так і місцевому розпорядженню. Частіше кур'єр це незалежний підрядник, який не отримує таких виплат, як медичне страхування. 
Робота погано оплачується щодо необхідного ризику та зусиль. У 2002 році в Гарвардській медичній школі дослідження травматизму визначало, що травматизм серед велокур'єрів більш ніж у тринадцять разів більша за середнє значення США.

## Незалежний велокур'єр
Незалежний велокур'єр непричетний до діяльності певної компанії. Вартість його послуг залежить від відстані, ваги, часу доби та складності з різними можливими нюансами. 